# Wladimir Satula
Wladimir Satula (kasachisch Владимир Затула; * 14. Juli 1979) ist ein kasachischer Biathlet.
Sein Debüt im Biathlon-Weltcup gab Wladimir Satula 2000 bei einem Sprintrennen in Antholz, dass er jedoch nach vier Fehlern beim Liegendschießen nicht beendete. Es dauerte drei Jahre, bis er 2003 bei einem Biathlon-Europacup-Rennen in Ridnaun erneut bei einem hochklassigen internationalen Rennen antrat. Beim Sprint belegte er Rang 68., kurz darauf in Obertilliach den 47. Beim Weltcup 2004 in Pokljuka beendete er erstmals ein Rennen in dieser Klasse und belegte im Sprint Rang 98. In der Saison startete Satula auch in Oberhof bei den Biathlon-Weltmeisterschaften 2004. Im Einzel erreichte er Platz 99, im Sprint Platz 95. Zu Beginn der Saison 2004/05 konnte der Kasache in Geilo als Sprint-16. im Europacup sein bestes Ergebnis in diesem Wettbewerb erreichen. Auch im Weltcup schaffte er in der Saison mit Rang 19 mit der Staffel in Beitostølen und Platz 73 im Rahmen des Einzelrennens der Biathlon-Weltmeisterschaften 2005 sein bestes Ergebnis. Im Sprint wurde Satula 96., mit der Staffel 21. Gute Ergebnisse erreichte er auch bei den Biathlon-Europameisterschaften 2005 in Nowosibirsk mit einem 15. Platz im Einzel und einem 25. Platz im Sprint. Bei den Offenen asiatischen Sommerbiathlon-Meisterschaften 2008 in Tscholpon-Ata belegte Satula in Sprint und Verfolgung der Crosslauf-Wettbewerbe vierte Plätze und verpasste damit knapp einen Medaillengewinn. Nach längerer Zeit konnte der Kasache bei den Biathlon-Weltmeisterschaften 2009 in Pyeongchang an einem Großereignis im Winter teilnehmen und wurde 103. des Einzels. Zudem nahm er an den Sommerbiathlon-Weltmeisterschaften 2009 in Oberhof teil, wo er in den Crosslauf-Wettbewerben 35. des Sprints und 33. des Einzels wurde und erreichte auf Rollski den 58. Rang im Sprint.

## Biathlon-Weltcup-Platzierungen
Die Tabelle zeigt alle Platzierungen (je nach Austragungsjahr einschließlich Olympische Spiele und Weltmeisterschaften).
- 1.–3. Platz: Anzahl der Podiumsplatzierungen
- Top 10: Anzahl der Platzierungen unter den ersten zehn (einschließlich Podium)
- Punkteränge: Anzahl der Platzierungen innerhalb der Punkteränge (einschließlich Podium und Top 10)
- Starts: Anzahl gelaufener Rennen in der jeweiligen Disziplin

| Platzierung                      | Einzel | Sprint | Verfolgung | Massenstart | Staffel | Gesamt |
| -------------------------------- | ------ | ------ | ---------- | ----------- | ------- | ------ |
| 1. Platz                         |        |        |            |             |         |        |
| 2. Platz                         |        |        |            |             |         |        |
| 3. Platz                         |        |        |            |             |         |        |
| Top 10                           |        |        |            |             |         |        |
| Punkteränge                      |        |        |            |             | 2       | 2      |
| Starts                           | 4      | 6      |            |             | 2       | 12     |
| Stand: nach der Saison 2009/2010 |        |        |            |             |         |        |